# 양전닝
양전닝(중국어 간체자: 杨振宁, 정체자: 楊振寧, 병음: Yáng Zhènníng, 한자음: 양진녕, 1922년 10월 1일~)은 중화인민공화국의 이론물리학자로 1957년 노벨 물리학상을 수상하였다. 1964년부터 2015년까지 미국 국적을 보유했으며 영어 이름은 첸닝 프랭클린 양(영어: Chen-Ning Franklin Yang)이다.

## 생애

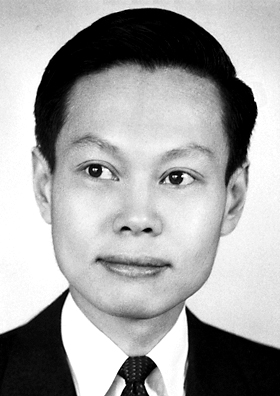
양전닝(1957년)

1922년 중화민국 안후이성 허페이에서 수학자인 아버지와 가정 주부인 어머니 사이에서 태어나 베이징에서 초등학교와 중고등학교를 다녔다. 1937년에는 중일 전쟁의 여파로 인해 가족들과 함께 고향 허페이로 이주했다.
고등학교를 졸업한 후 1938년에는 윈난성 쿤밍에서 칭화 대학, 베이징 대학, 난카이 대학의 연합대학인 국립 시난 연합대학에 입학하였다. 1942년 동 대학을 졸업하고 2년간 통계물리에 관한 연구로 대학원 생활을 한 후 1944년 석사 학위를 취득하였다.
이후 1945년 미국으로 건너가 시카고 대학교에서 에드워드 텔러 교수의 지도 하에 1948년 박사 학위를 받고 엔리코 페르미 교수의 연구원으로 일했다. 1949년에는 프린스턴 고등연구소로 옮겨 리정다오와 공동 연구를 시작했다. 1964년 미국 시민권을 취득하였다. 1966년에는 뉴욕 주립 대학교 스토니브룩으로 옮겨 물리학과 교수가 되었으며 현재는 양전닝 이론물리학 연구소로 알려진 그 곳의 새로운 이론 물리연구소장으로 취임했다. 1999년에 스토니브룩에서 은퇴하여 명예 교수가 되었다. 이후 베이징의 칭화 대학교로 옮겨 칭화 대학 고등 연구 센터(CASTU)의 교수가 되었다.
그는 1970년대에 록펠러 대학교와 미국 과학 진흥 협회 이사, 1978년부터는 샌디에이고에 있는 소크 생물학 연구소의 이사를 역임했다. 또한 이스라엘의 비어시버에 있는 벤구리온 대학교의 이사로도 활동했다. 1957년에 아인슈타인상을 받았으며 1980년에는 럼퍼드상을 받았다.
1950년 교사인 여성과 결혼하여 두 아들과 딸을 두었으며 2003년 부인의 사망 이후 2004년에 82세의 나이로 당시 28세였던 광둥 외국어 무역 대학 대학원생 웡판과 결혼해 화제가 되었다.
2016년 말 미국 국적을 포기하고 중화인민공화국 국적을 취득하였다.

## 학력
- 1933년~1937년: 중화민국 베이징 카톨릭 고등학교 전학
- 1937년~1938년: 중화민국 윈난성 쿤밍 쿤화 고등학교 졸업
- 1938년~1942년: 중화민국 윈난성 쿤밍 시난 연합대학교 물리학과 졸업 (이학학사)
- 1942년~1944년: 중화민국 윈난성 쿤밍 칭화 대학 대학원 졸업 (이학석사)
- 1946년~1948년: 미국 시카고 대학교 대학원 졸업 (이학박사)

### 명예 박사 학위
- 미국 록펠러 대학교 명예 이학박사
- 중화인민공화국 베이징 칭화 대학교 명예 이학박사
- 홍콩 중원 대학교 명예 이학박사

## 연구
양전닝은 주로 입자물리학자로 활동하면서 통계물리학, 응집물질물리학 등에도 공헌하였다. 1956년에는 리정다오와 함께, 약한상호작용에 의한 홀짝성의 비보존 이론을 제창하였고, 즉시 우젠슝에 의해 실험으로 실증되었다. 이 업적으로 그는 바로 다음 해인 1957년 리정다오와 공동으로 노벨 물리학상을 수상하였다. 또한 로버트 밀스와 함께 현대 입자물리학에서 게이지 이론을 기본으로 상호작용을 이해하는 기본 바탕이 되는 양-밀스 이론을 정립하였다.

## 같이 보기
- 홀짝성 비보존
- 양-밀스 이론
- 리정다오
- 이휘소